# Brezovec
Brezovec (hongrois : Berezócz) est un village de Slovaquie situé dans la région de Prešov.

## Histoire
Première mention écrite du village en 1600.

## Démographie

### Évolution de la population
| Année:               | 1994. | 2004.    | 2014.    | 2024.    |
| -------------------- | ----- | -------- | -------- | -------- |
| Nombre de personnes: | 79    | 53       | 42       | 36       |
| Différence:          |       | -32,91 % | -20,75 % | -14,28 % |

| Année:               | 2023. | 2024. |
| -------------------- | ----- | ----- |
| Nombre de personnes: | 36    | 36    |
| Différence:          |       | +0 %  |